# 来吧灰姑娘
《来吧！灰姑娘》是中國中央电视台电影频道 (CCTV-6)联合上海灿星文化传播有限公司自创推出的一档真人實境秀励志偶像比赛，第一季的试镜会於2014年10月在全国范围内选拔，2014年12月21日每周日晚上20:15起CCTV-6正式播出，是2009年《加油东方天使》的姐妹篇节目。

## 节目简介
2014年10月开始，中央电视台《来吧！灰姑娘》正式在海南、广东、湖北、四川、浙江、上海、北京等省市进行海选试镜，每个地区将由孙坚、朱梓骁、大张伟、吕颂贤、陈志朋、品冠、安志杰7位当红男明星担任“星探”选拔明日之星，中国好声音学员人气美女学员毕夏、李嘉格担任该比赛的加油形象大使，曾志伟、黄建新和黄晓明则担任评委，节目全程视频由腾讯网全网独播。
海选寻找灰姑娘播出时间为：2014年12月21日-2015年1月18日每周日晚上20:15开始，共5期 
全国晋级赛播出时间为：2015年1月25日-2015年2月22日每周日晚上20:15开始，共5期
全国总决赛播出时间为：2015年3月1日周日晚上20:15开始，共1期

## 评委简介
| 姓名   | 年齡 | 籍贯           | 职业 | 代表作                                     |
| ------ | ---- | -------------- | ---- | ------------------------------------------ |
| 曾志伟 | 71   | 香港特别行政区 | 艺人 | 《无间道》《甜蜜蜜》《双城故事》等         |
| 黄建新 | 70   | 陕西西安市     | 导演 | 《建国大业》《建党伟业》《谁说我不在乎》等 |
| 黄晓明 | 47   | 山东青岛市     | 演员 | 《新上海滩》《泡沫之夏》《鹿鼎记》等       |

## 比赛进程
- 海选赛：导师海选赛在全国35个城市选拔60位灰姑娘，分5期播出
- 突围赛：60位姑娘经过60进27，27进12、12进10、10进8、8进6、6进5、5进1的比拼选出最终的总冠军，全国12强是[7]：黄晓明战队的尼雪、杨冰心、陈秋伶、优丽思；黄建新战队的曹胜薇、龙梦柔、罗休休、沈瑶；曾志伟战队的巫润莉、荀梦、余籽璇、哈丽雅。
- 总决赛：2015年3月1日年度总决赛在美国洛杉矶举行，最终经过三轮环节比拼，湘西姑娘龙梦柔力压其他三位灰姑娘，夺得总冠军桂冠，陈秋伶则收获“最具型格奖”[8]。

## 获奖名单
- 冠军：龙梦柔
- 亚军：陈秋伶
- 季军：巫润莉
- 殿军：罗休休
- 第五：优丽思
- 6-12名：尼雪、沈瑶、杨冰心、曹胜薇、荀梦、余籽璇
- 最具型格奖：陈秋伶